# Črta
Čŕta ali tudi línija (latinsko linum - lan, iz katerega se pridobiva laneno platno) je v splošnem zvezna vrsta točk. Nekoč je bila lanena nit najzanesljivejši pripomoček za določitev ravne črte.
V geometriji neskončno dolgo ravno črto, kot množico točk imenujemo premica. Prema črta med dvema točkama je daljica.

## Linija v umetnosti
Linija je temeljna likovna prvina, ki govori o gibanju v prostoru in je močan posrednik estetskih vrednosti.